# Stamp Act Congress

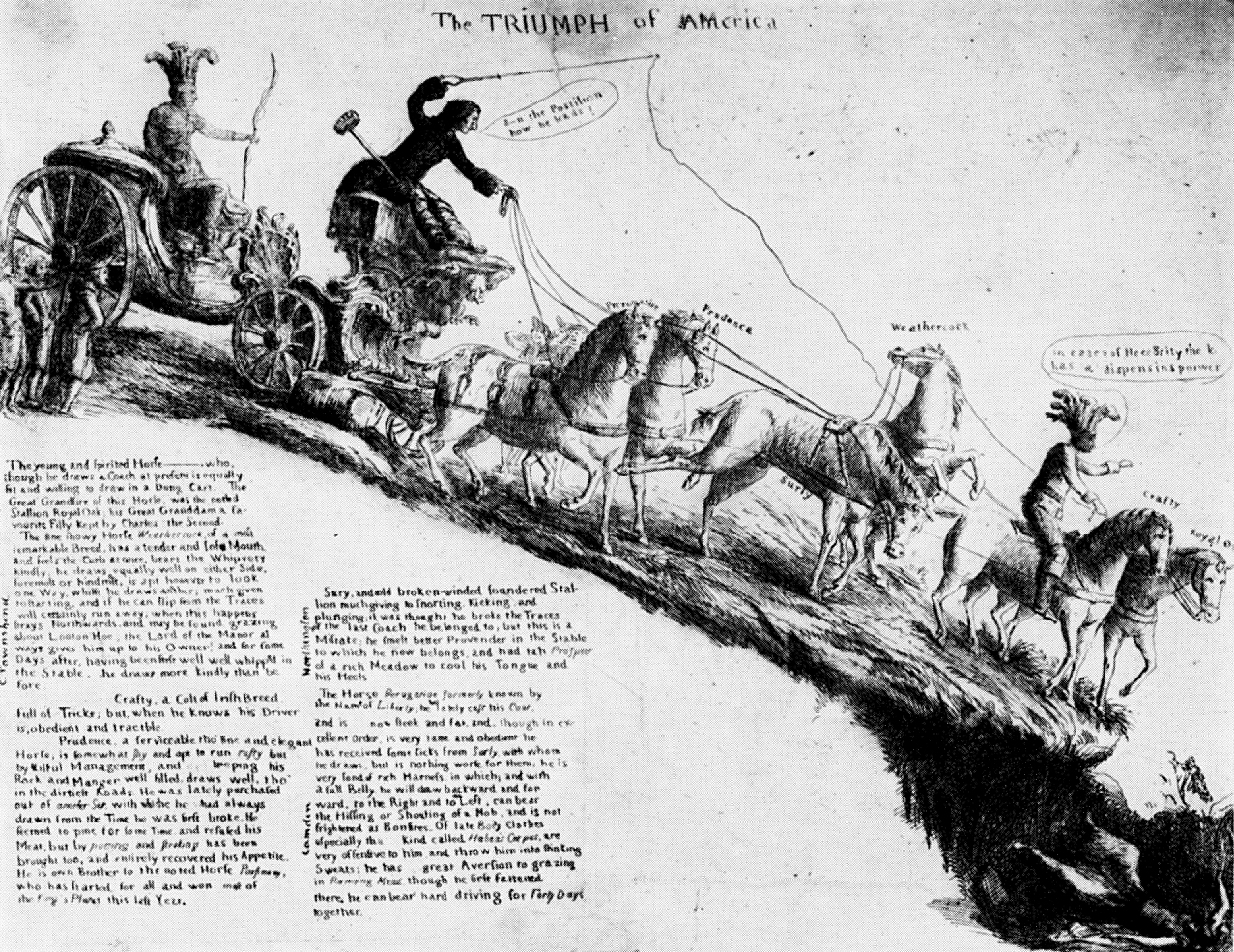
Caricature anglaise sur l'abrogation du Stamp Act.

Le Stamp Act Congress (Congrès du Stamp Act) est la réunion des délégués des colonies américaines, pendant la crise du Stamp Act, qui opposa les colons aux autorités britanniques en 1765.

## Histoire

Le drapeau des Fils de la Liberté, correspondant aux neuf colonies présentes au Stamp Act Congress.

À l'instigation de James Otis, le Massachusetts réclama la tenue d’une assemblée générale intercoloniale. Neuf colonies sur 13 envoyèrent 27 représentants au Stamp Act Congress qui se tint au Federal Hall de New York du 7 au 25 octobre 1765. Les délégués des colonies adoptèrent la Déclaration des Droits et des Griefs (Declaration of Rights and Grievances) établie par John Dickinson et envoyèrent des lettres ainsi que des pétitions au roi et au Parlement. L’accent était mis sur l'abrogation du Stamp Act mais aussi sur le fait que les colons n’avaient pas le droit de participer à l’élection des députés qui siègent à Londres. Seules les assemblées coloniales avaient le droit de lever de nouvelles taxes en Amérique. Ils critiquaient aussi le recours aux Admiralty Courts pour appliquer le Stamp Act et punir les contrevenants. En réalité, les boycotts eurent plus d’effet que les pétitions, et la loi fut finalement abrogée le 18 mars 1766. Mais la question de la représentation politique des Américains n’était pas réglée. Et la détermination du Parlement de faire payer des taxes aux colons restait intacte, ce qui annonçait la révolution américaine.
En 1767, les Fils de la Liberté, une organisation secrète de rebelles américains, adoptèrent un drapeau à neuf bandes verticales (5 rouges et 4 blanches) correspondant au nombre de colonies représentées au Stamp Act Congress. Le drapeau à 13 bandes rouges et blanches horizontales utilisées par les navires marchands américains pendant la guerre d'indépendance, était également associé aux Fils de la Liberté.

## Délégués
- Massachusetts - James Otis, Oliver Partridge et Timothy Ruggles
- Connecticut - Eliphalet Dyer, David Rowland et William Johnson
- Rhode Island - Metcalf Bowler et Henry Ward
- New York - William Bayard, John Cruger Jr., Leonard Lispinard, Robert Livingston et Philip Livingston
- New Jersey - Joseph Gordon, Hendrick Fisher et Robert Ogden
- Pennsylvanie - George Bryan, John Dickinson et John Morton
- Delaware - Thomas McKean et Caesar Rodney
- Maryland - William Murdock, Edward Tilghman et Thomas Ringgold
- Caroline du Sud - Christopher Gadsden, Thomas Lynch et John Rutledge
  - John Cotton fut le secrétaire des réunions